# خوزه ریزال
خوزه ریزال یا خوسه ریسال (به اسپانیایی: José Rizal) (زادهٔ ۱۹ ژوئن ۱۸۶۱ – درگذشتهٔ ۳۰ دسامبر ۱۸۹۸) یک نویسندهٔ ملی‌گرا اهل فیلیپین بود.
او در اواخر دورهٔ استعمار فیلیپین توسط اسپانیا (۱۵۲۱ – ۱۸۹۸)، به‌عنوان یک مبارز، جنبشی میهنی در برابر اسپانیا تشکیل داد. او در ۳۵سالگی دستگیر و توسط نیروهای نظامیِ اسپانیایی تیرباران شد. ریزال در فیلیپین به‌عنوان قهرمان ملی شناخته می‌شود. سالروز کشته شدن وی (۳۰ دسامبر) جزو روزهای ملی و تعطیل رسمی است.
پارک ریزال در مانیل، پایتخت فیلیپین، بر کرانهٔ خلیج مانیل، یک پارک تاریخی در این کشور است که به افتخار خوزه ریزال نام‌گذاری شده و دقیقاً در محل تیرباران وی، همراه با یادبودِ او ساخته شده‌است.
استان ریزال نیز، به‌عنوان یکی از استان‌های فیلیپین، به افتخار خوزه ریزال نام‌گذاری شده‌است.

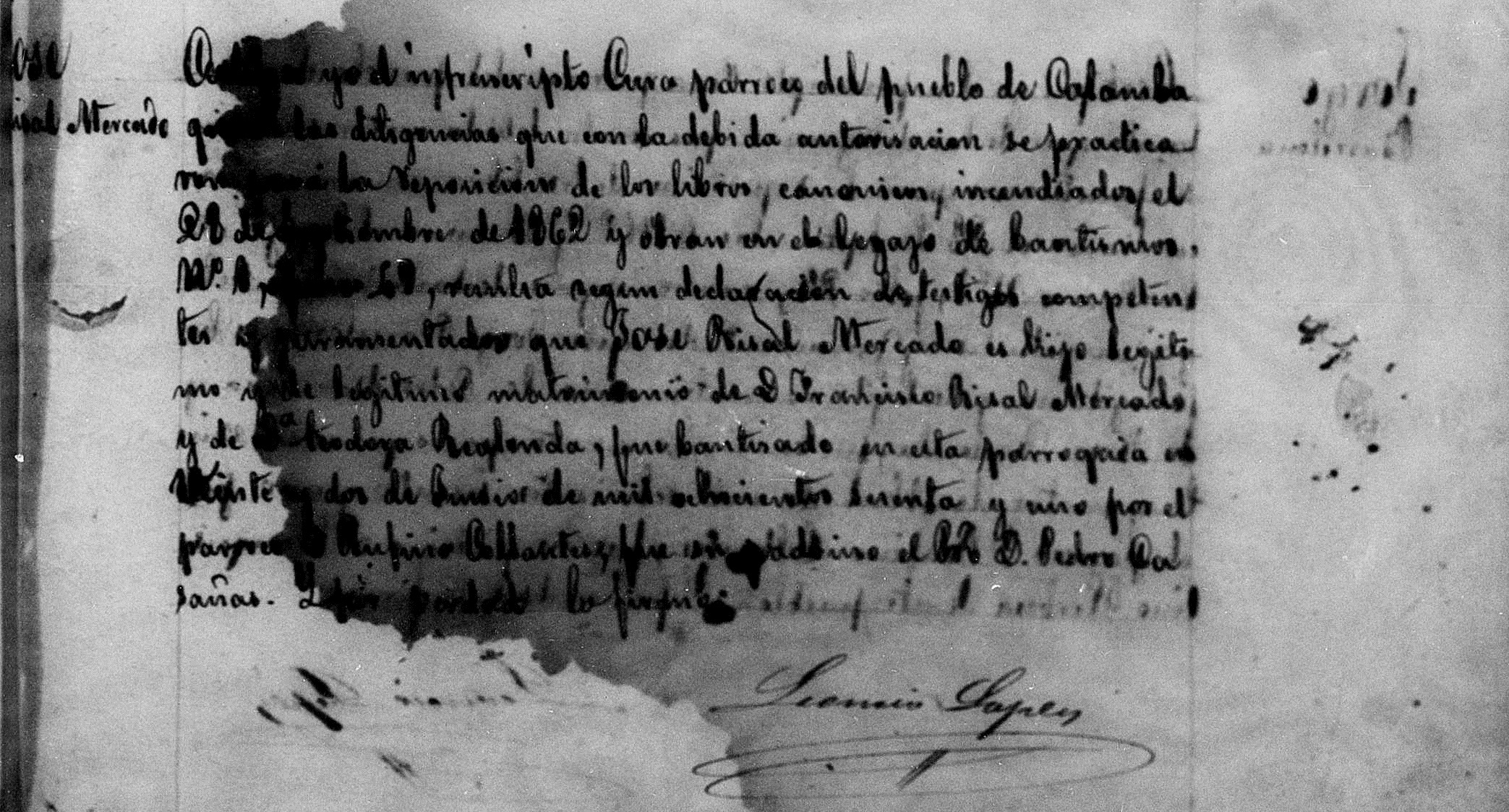
José Rizal's baptismal register